# Will Rock
Will Rock è un videogioco di tipo sparatutto in prima persona pubblicato negli Stati Uniti il 9 giugno 2003 e in Europa il 13 giugno 2003. Il gioco è stato sviluppato sul motore grafico Saber 3D da Saber Interactive e pubblicato da Ubisoft.

## Trama
Nel gioco, il giocatore interpreta il personaggio Willford Rockwell, uno studente di archeologia, che deve affrontare un gruppo di fanatici conosciuti come Esercito della Rifondazione dell'Olimpo (Olympian Restoration Army, ORA), che sono riusciti a riportare in vita in qualche modo delle creature mitologiche della Antica Grecia, tra cui Zeus, il re degli Dei, che ha catturato Emma, la fidanzata di Will. Will viene reclutato da Prometeo, il titano del fuoco e della forgia, per distruggere Zeus e i suoi accoliti.

## Modalità di gioco
Molti recensori hanno notato come il numero enorme di nemici "elevi l'esperienza di gioco a una sorta di pazzia ispirata".In certi punti del gioco è possibile venire attaccati da dozzine di nemici differenti in una sola volta, e certe creature si dividono in due dello stesso tipo quando vengono uccisi. Il giocatore ha a disposizione diverse armi; pistole "Medusa", atomiche e acide, una pistola normale, un fucile, una balestra, un'arma che spara palle di fuoco, un mitragliatore e delle granate. Come arma da combattimento ravvicinato si usa una pala.

## Nemici
Molti mostri in Will Rock rappresentano creature mitologiche.
- Arpia: il primo nemico che si incontra, è un'aquila che sputa acido.
- Satiro: un arciere ispirato alle divinità agresti.
- Minotauro: un nemico con un'ascia. Quando viene ucciso si divide in due piccoli minotauri.
- Topo: corre verso un nemico ed esplode.
- Tigre: si muove velocemente e salta addosso al giocatore, spesso in gruppi.
- Leone: come la tigre, si muove velocemente e salta.
- Atlante: si camuffa come statua di Colosso, e tiene la terra sulle spalle.
- Discobolo: lancia dei dischi di fuoco.
- Sfinge: si camuffa come statua e spara colpi laser.
- Perseo: si camuffa come statua e dalla testa della Medusa decapitata escono colpi laser. È ispirato al Perseo con la testa di Medusa di Benvenuto Cellini.
- Coccodrillo: attacca mordendo.
- Centauro: carica con una lancia.
- Centauro non morto:  scheletrico in aspetto e attacca in carica.
- Cupido: il classico puttino che invece di scagliare frecce dell'amore le scaglia avvelenate
- Mini Cerbero: piccoli cani con tre teste.
- Portatore di mazza: soldati greci che lanciano mazze infuocate.
- Portatore di coltello: lancia coltelli infiammati.
- Soldato scheletro: scheletro che usa spada e scudo, oppure usa un giavellotto.
- Ciclope: attacca lanciando rocce infiammate.

### Boss
- Ciclope gigante: un ciclope molto grande e più forte del normale.
- Efesto: si muove lentamente ma è resistente.
- Medusa: una creatura volante simile a un gargoyle.
- Zeus: il mostro finale, attacca usando fulmini, e può chiamare alleati nel combattimento.